# Kanton Sagrario
Der Kanton Sagrario ist ein Gemeindebezirk im Departamento Potosí im südamerikanischen Anden-Staat Bolivien.

## Lage im Nahraum
Der Cantón Sagrario ist einer von siebzehn Kantonen in dem Landkreis (bolivianisch: Municipio) Cotagaita in der Provinz Nor Chichas. Er grenzt im Norden an den Kanton Río Blanco, im Westen an den Kanton Quechisla, im Süden an die Provinz Sur Chichas, und im Osten und Nordosten an den Kanton Cotagaita.
Der Kanton erstreckt sich zwischen etwa 20° 54' und 21° 02' südlicher Breite und 65° 52' und 66° 05' westlicher Länge, er misst von Norden nach Süden bis zu zehn Kilometer, von Westen nach Osten bis zu zwanzig Kilometer. In dem Kanton gibt es drei Gemeinden, zentraler Ort ist Sagrario am Nordrand des Kantons mit 847 Einwohnern (2001). Der Kanton liegt auf einer mittleren Höhe von etwa 4000 m.

## Geographie
Der Kanton Sagrario liegt am Südostrand des bolivianischen Altiplano zwischen der Cordillera de Chichas und der südlich anschließenden Cordillera de Lípez. Das Klima in der Region ist ein typisches Tageszeitenklima, bei dem die mittleren Temperaturunterschiede zwischen Tag und Nacht deutlicher ausfallen als zwischen den Jahreszeiten.
Die mittlere Jahresdurchschnittstemperatur in dem Kanton liegt bei 6 °C (siehe Klimadiagramm Tasna Rosario), die Monatswerte schwanken zwischen 2 °C im Juni/Juli und 8 bis 9 °C in den Sommermonaten von November bis März. Der Jahresniederschlag erreicht nur 200 mm, und während sieben Monate lang nahezu kein Niederschlag fällt, reicht – auch auf Grund der Höhenlage – der Sommerniederschlag mit Monatswerten zwischen 20 und 50 mm kaum für nennenswertes Pflanzenwachstum.

## Bevölkerung
Die Einwohnerzahl in dem Kanton ist zwischen den letzten beiden registrierten Volkszählungen um fast die Hälfte angestiegen, die Daten der Volkszählung 2012 liegen noch nicht vor:
| Jahr | Einwohner | Quelle           |
| ---- | --------- | ---------------- |
| 1992 | 577       | Volkszählung     |
| 2001 | 867       | Volkszählung     |
| 2012 | .         | noch keine Daten |

Die Bevölkerungsdichte des Municipio Cotagaita bei der letzten Volkszählung im Jahr 2001 betrug 3,7 Einwohner/km², der Anteil der städtischen Bevölkerung war 0 Prozent, der Anteil der unter 15-Jährigen an der Bevölkerung lag bei 44,9 Prozent.
Der Alphabetisierungsgrad bei den über 19-Jährigen beträgt 67 Prozent, und zwar 89 Prozent bei Männern und 49 Prozent bei Frauen. Wichtigstes Idiom mit einem Anteil von 96 Prozent ist Quechua, 73 Prozent der Bevölkerung sprechen Spanisch. 76 Prozent der Bevölkerung sind katholisch, 19 Prozent evangelisch. (2001)
Die Lebenserwartung der Neugeborenen liegt bei 59 Jahren. 89 Prozent der Bevölkerung haben keinen Zugang zu Elektrizität, 89 Prozent leben ohne sanitäre Einrichtung. (2001)

## Gliederung
Der Cantón Río Blanco untergliedert sich in die folgenden beiden Subkantone (vicecantones oder comunidades):
- Vicecantón Sagrario – 2 Gemeinden – 861 Einwohner (Volkszählung 2001)
- Vicecantón Sala Sala – 1 Gemeinde – 5 Einwohner